# La Madelaine-sous-Montreuil
La Madelaine-sous-Montreuil è un comune francese di 182 abitanti situato nel dipartimento del Passo di Calais nella regione dell'Alta Francia.
Nel territorio comunale vi è la confluenza del fiume Course nella Canche.

## Società

### Evoluzione demografica
Abitanti censiti